# 马泰 (杜省)
马泰（法語：Mathay，法語發音：[matɛ]）是法国杜省的一个市镇，位于该省东北部，属于蒙贝利亚尔区。

## 地理
马泰（47°26'13"N, 6°47'0"E）面积14.85 平方千米，位于法国勃艮第-弗朗什-孔泰大區杜省，该省份为法国东部内陆省份，北起上索恩省，西接汝拉省，东部及东南部与瑞士接壤，东北部与贝尔福地区省接壤。
与马泰接壤的市镇（或旧市镇、城区）包括：武若库尔、瓦朗蒂涅、布尔吉尼翁。
马泰的时区为UTC+01:00、UTC+02:00（夏令时）。

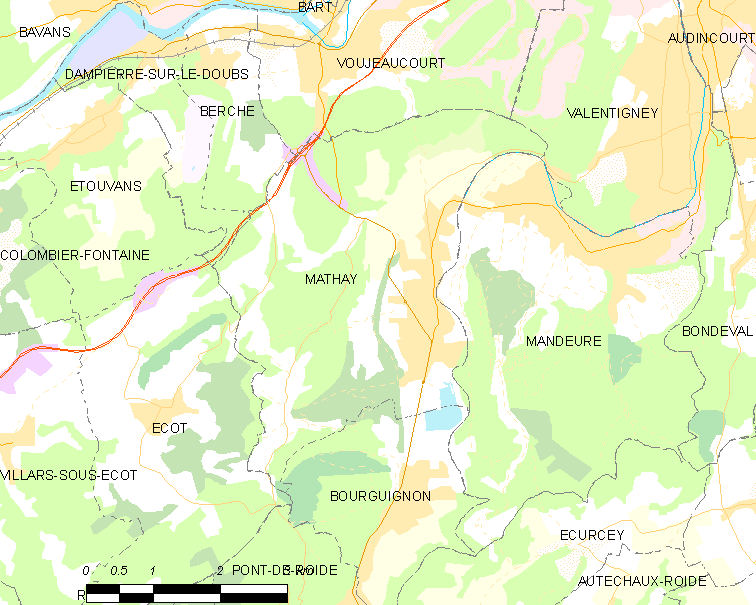
马泰的OSM定位图

## 行政
马泰的邮政编码为25700，INSEE市镇编码为25370。

## 政治
马泰所属的省级选区为瓦朗蒂涅县。

## 交通
法国国道A36线经过境内西北部并设有出入口，杜省省道D53线、D160线、D437线、D438线和D475线在境内交汇。

## 人口

1962-2008年间马泰人口变化图示

马泰于2022年1月1日时的人口数量为2131人。